# قبة الله الله
قبة الله الله (بالفارسية: گنبد الله الله) هي قبة تاريخية تعود إلى الدولة الإلخانية، وتقع في مقاطعة ورزقان.